# Appellationsgericht Insterburg
Das Appellationsgericht Insterburg war zwischen 1849 und 1879 ein preußisches Appellationsgericht mit Sitz in Insterburg.

## Geschichte
Die „Verordnung über die Aufhebung der Privatgerichtsbarkeit und des eximierten Gerichtsstandes sowie über die anderweitige Organisation der Gerichte“ vom 2. Januar 1849 hob dann auch die Patrimonialgerichtsbarkeit auf. Gleichzeitig wurde das Appellationsgericht Insterburg geschaffen. Dem Appellationsgericht Insterburg waren die Kreisgerichte nachgelagert, die grundsätzlich je Landkreis eingerichtet wurden. Dem Appellationsgericht Insterburg war das Oberappellationsgericht Berlin übergeordnet.
Mit den Reichsjustizgesetzen wurden die Gerichte im Deutschen Reich vereinheitlicht. Das Appellationsgericht Insterburg wurde 1879 aufgehoben. Neu eingerichtet wurde nun das Landgericht Insterburg im Bezirk des Oberlandesgerichtes Königsberg.

## Sprengel
Der Sprengel des Appellationsgerichtes Insterburg umfasste den Regierungsbezirk Gumbinnen der Provinz Preußen. Es bestanden dort 16 Kreisgerichte in 4 Schwurgerichtsbezirken.
| Kreisgericht              | Sitz         | Schwurgerichtsbezirk | Gerichtskommissionen                                |
| ------------------------- | ------------ | -------------------- | --------------------------------------------------- |
| Kreisgericht Angerburg    | Angerburg    | Angerburg            |                                                     |
| Kreisgericht Darkehmen    | Darkehmen    | Insterburg           |                                                     |
| Kreisgericht Goldap       | Goldap       | Angerburg            |                                                     |
| Kreisgericht Gumbinnen    | Gumbinnen    | Insterburg           |                                                     |
| Kreisgericht Heydekrug    | Heydekrug    | Tilsit               | Gerichtskommission in Ruß                           |
| Kreisgericht Insterburg   | Insterburg   | Insterburg           |                                                     |
| Kreisgericht Johannisburg | Johannisburg | Lyck                 | Gerichtskommissionen in Arys, Bialla                |
| Kreisgericht Kaukehmen    | Kaukehmen    | Tilsit               | Gerichtskommission in Seckenburg                    |
| Kreisgericht Lötzen       | Lötzen       | Angerburg            | Gerichtskommission in Rhein                         |
| Kreisgericht Lyck         | Lyck         | Lyck                 |                                                     |
| Kreisgericht Marggrabowa  | Marggrabowa  | Lyck                 |                                                     |
| Kreisgericht Pillkallen   | Pillkallen   | Insterburg           | Gerichtskommission in Schirwindt                    |
| Kreisgericht Ragnit       | Ragnit       | Tilsit               | Gerichtskommission in Wischwill                     |
| Kreisgericht Sensburg     | Sensburg     | Angerburg            | Gerichtskommission in Nikolaiken                    |
| Kreisgericht Stallupönen  | Stallupönen  | Insterburg           |                                                     |
| Kreisgericht Tilsit       | Tilsit       | Tilsit               | Gerichtskommissionen in Heinrichswalde, Skaisgirren |

## Richter
- Karl Gustav von Goßler (1864–1868, Präsident)